# Holdkørsel (cykelsport)
Holdkørsel er, som navnet antyder, et kørselsforløb, hvor et helt hold kører sammen. Holdkørsel bruges både i banecykling og i landevejscykling, men det er dog mest kendt fra landevejen. I løb som Tour de France bliver holdløb regelmæssigt brugt. Holdløb handler om samarbejde, og falder en enkelt rytter af på den, kan det blive svært for resten af holdet at holde tempoet. 
Disciplinen blev flittigt anvendt i Le Tour de France i 90'erne og op til år 2005, hvor disciplinen først 4 år senere igen blev kørt. I årene hvor holdløbet var en del Le Tour de France gjorde holdene, Gewiss-Ballan, 
ONCE, US Postal og Team CSC sig særlig bemærket.